# Paraguitelia problematica
Paraguitelia problematica là một loài bọ cánh cứng trong họ Cerambycidae.